# バル・ミツワー

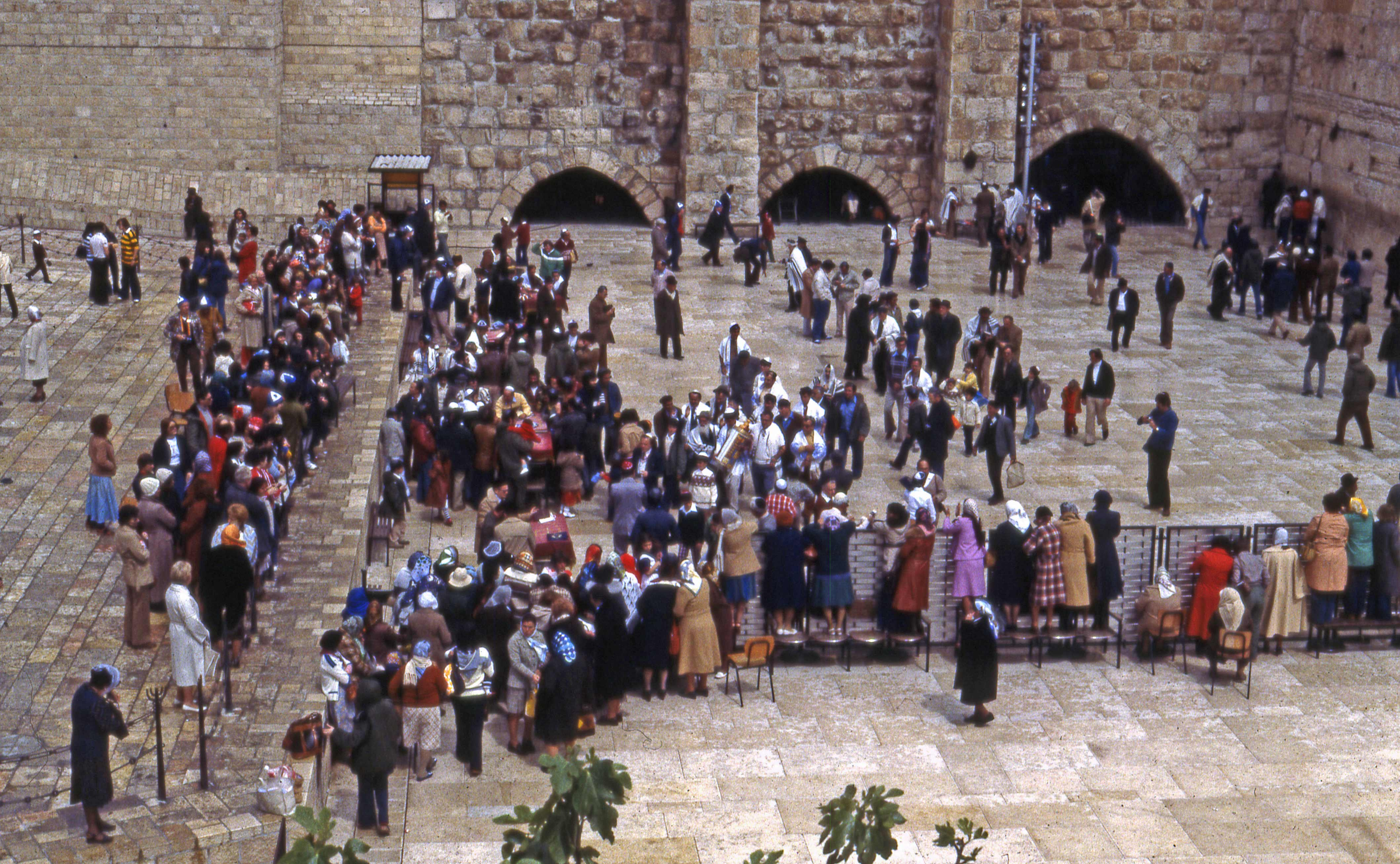
嘆きの壁でのバル・ミツワー（1978年）

バル・ミツワー、バル・ミツヴァー（בר מצווה/בר מצוה, Bar Mitzvah）とは、ユダヤ法を守る宗教的・社会的な責任を持った成人男性のことである。また、子供がこの責任を持てる年齢に達したことを記念して行われるユダヤ教徒の成人式のことも指す。

## 用語
ユダヤ教徒の子供は、13歳になった男児がバル・ミツワーと、12歳になった女児がバト・ミツワー（בת מצווה/בת מצוה, Bat Mitzvah）と呼ばれるようになる。意味はともに「戒律の子」である。男女あわせた複数人を指すときはベネー・ミツワー（B'nei Mitzvah）と言う（女性のみの複数であるときは〔B'not Mitzvah〕）。

## 歴史
ユダヤ教徒が現在のように子供が成人に達したことを祝う習慣は聖書の時代には存在しなかった。この儀式はキリスト教徒のなかで多くのユダヤ教徒が暮らすようになった中世以降に、キリスト教の堅信の影響を受けて発達したと考えられている。

## 作法
男児が13歳に達した後の安息日に、トーラー (ユダヤの聖書)、ハフターラーの一部を朗読したり、朝の礼拝を執り行ったりと様々な作法があるが、特にユダヤ法で決まっているわけではないので、宗派によって異なる。たとえこのような儀式を経ずとも、成人になった（13歳になり、陰毛の生えた）男児はユダヤ法に従う宗教的・社会的な責任があるとみなされるのである。

## バト・ミツワー
女児が成人に達したことを祝う習慣はイタリアの正統派ユダヤ教徒の間で存在した。これが後に再建派ユダヤ教を設立したラビ、モルデカイ・カプラン（מרדכי קפלן, Mordecai Kaplan）によって、ニューヨークのユダヤ教神学院から合衆国中に広まった。公共の場で行われた最初のバト・ミツワーの儀式は、1922年3月18日のカプランの娘ジュディスのものである。現在、バト・ミツワーを祝う儀式は正統派以外の再建派の全てと、保守派の大部分のユダヤ教徒の間で行われている。女児は普通は12歳が成人だが、男児と同様に13歳で成人を祝う家庭もある。一方、正統派ユダヤ教ではバト・ミツワーを祝う習慣は強く否定されている。